# Hinojosa del Duque
Hinojosa del Duque ist eine spanische Gemeinde in der Provinz Córdoba, Andalusien. 2024 hatte die Gemeinde 6.563 Einwohner.

## Geographie
Das Gemeindegebiet umfasst 533 km² (Bevölkerungsdichte: 13,86 Einwohner/km²). Hinojosa del Duque liegt auf 542 m über dem Meer, 94 km von der Provinzhauptstadt Córdoba entfernt. Die Gewässer der Umgebung entwässern beinahe alle in das Becken des Guadiana, vor allem über den Río Zújar; nur der Arroyo del Caldero, ein Zufluss des Río Cuzna, leitet seine Wasser in das Becken des Guadalquivir.

### Geographische Lage
| Nordwesten: Monterrubio de la Serena | Norden: Belalcázar                                          | Nordosten: Belalcázar, Villaralto y El Viso de Los Pedroches |
| Westen: Valsequillo                  |                                                             | Osten: Villaralto, Fuente la Lancha y Villanueva del Duque   |
| Südwesten: La Granjuela              | Süden: Peñarroya-Pueblonuevo, Belmez y Villanueva del Duque | Südosten: Villanueva del Duque                               |

## Name
Hinojosa del Duque wurde in den ersten Jahrzehnten des 14. Jahrhunderts in seiner heutigen Form gegründet. Zu dieser Zeit wurde vom Rat von Córdoba (Concejo de Córdoba) in der Comarca de Los Pedroches Ansiedlung betrieben und die Orte erhielten ihre Namen nach den lokalen Besonderheiten. In Hinojosa gab es laut den Aufzeichnungen von Ramírez y de las Casas-Deza, massenhaft Fenchel (hinojo), der dem Ort seinen ursprünglichen Namen verlieh: Finojosa del Pedroche (1316).
Das Königslehen Hinojosa ging in der Mitte des 15. Jahrhunderts über an die Condado de Belalcázar und wurde ab 1533 mit der heute noch gängigen Bezeichnung versehen, da der Conde Francisco de Sotomayor den Titel des Duque erwarb, als er Elvira de Zúñiga, III duquesa de Béjar heiratete.

## Geschichte

### Vorgeschichte und Altertum
Es gibt eine ganze Reihe von Funden, die einen Einblick in die Siedlungsgeschichte von Hinojosa del Duque geben. Die ältesten Funde stammen aus der Mittelsteinzeit. Am Cerro del Cohete wurden Steinwerkzeuge gefunden.
Eine Fundstätte mit vielen Funden aus dem Epipaläolithikum befindet sich in El Olivar de las Patudas. Dort hat man eine ganze Anzahl von mikrolithischen Werkzeugen gefunden: Schneidwerkzeuge, Kerben und Grate, sowie einige Scheiben und Messerblättern, wie sie für diese Fundstätten charakteristisch sind.
Aus der Kupfersteinzeit stammen mehrere polierte Steinäxte, die man an verschiedenen Stellen im Ortsgebiet ausgegraben hat.
Am Cerro del Cohete haben sich darüber hinaus einige Fragmente von bemalten Keramiken aus der Bronzezeit erhalten.
Nach Ansicht von Casas-Deza liegt Hinojosa del Duque in dem Gebiet, das von den Römern als “Idias” bezeichnet wurde. Man hat Reste römischer Gebäude gefunden und die Dämme der Römerstraßen 11 und 29 aus dem Itinerar des Antoninus, mit denen sich drei Straßen der Stadt identifizieren lassen, was darauf schließen lässt, dass Hinojosa del Duque in dieser Epoche eine gewisse regionale Bedeutung hatte.
Reste römischer Besiedlung finden sich zum Beispiel in der Ermita de Santo Domingo. Sie werden dem antiken Solia zugeschrieben. Gleichermaßen finden sich immer wieder Steininschriften, die „Baedro“ erwähnen, eine Stadt, die nach neueren Untersuchungen im Gebiet von El Viso vermutet wird.
Im dritten Jahrhundert gab es wohl eine größere christliche Gemeinde, denn man weiß, dass der Älteste Eutanasio, bei der Synode von Elvira anwesend war und auch die Konzilsakten unterzeichnet hat, zusammen mit 24 weiteren Presbytern und Bischöfen. Am Cerro del Cohete hat man spätrömische Grabsteine gefunden und am Cerro del Molinillo hat man einen Pferdekopf aus gegossenem Blei gefunden.
In römischer Zeit war der Bergbau ein wichtiger Industriezweig. Es wurden Kupferminen in La Almagrera und in El Pozo de la Nieve gegraben und Bleiminen bei Los Almadenes. Bei Baño de la Mora befanden sich Erzwäschen.

### Mittelalter
In Maurischer Zeit, unter dem Emirat von Córdoba entwickelte sich Córdoba zur Hauptstadt der muslimischen Gebiete in Spanien. Das Gebiet um Hinojosa del Duque war zu dieser Zeit bekannt für seinen Reichtum an Eicheln und deren Qualität. Dementsprechend wurde das Gebiet als Fohs-al-Bolut oder Fahs-al-Bolut (span. „Llano de las Bellotas“, dt. Ebene der Eicheln) bezeichnet.
Laut einigen Autoren wie Ebn Alkhatib, Abu-Bakero, Masdeu oder Juan Ruíz, war das Gebiet von Hinojosa del Duque auch Sitz eines Taifa-Königreiches. Zwischen 1011 und 1106 regierten fünf Könige (Hodail I, Abdalmelic I, Hodail II, Abdalmelic II und Yahya), damit war es die vorletzte Taifa, die in das Imperium der Almoraviden eingegliedert wurde.
1236 wurde es von Diego Martínez erobert, der durch Ferdinand III. (Kastilien) mit dem Gebiet belehnt wurde.
Die berühmten „serranillas“ des Marqués de Santillana, welche die „Vaquera de la Finojosa“ (Kuhhirtin von Finojosa) besingen, sind in diesem Gebiet inspiriert worden. 1444 ging es über an die Condado de Belalcázar, als Geschenk von Juan II. an Gutierre de Sotomayor. Seit 1594 gehörte es zur Tierra de Belalcázar in der Provincia de Trujillo.

### Neuzeit
In der Neuzeit gehörte „Hinojosa“ zur Grafschaft von Belalcázar, und 1533 begann es den Beinamen „del Duque“ zu führen. In diesem Jahr ging Francisco de Sotomayor, 5. Graf von Belalcázar, vertraglich die Ehe mit Teresa de Zúñiga, 3. Herzogin von Béjar ein. Die Stadt gehörte danach bis ins 19. Jahrhundert gleichzeitig zum Bistum Córdoba und zur Provinz Extremadura.
Hinojosa del Duque war immer die einwohnerreichste Stadt der Grafschaft und erfuhr ein starkes Wachstum. Die Einwohnerzahl stieg von 711 (1530) auf 1.408 in 1790.

### 19. Jahrhundert
Einige der schrecklichsten Jahre der Stadtgeschichte ereigneten sich während der Zeit der Napoleonische Kriege auf der Iberischen Halbinsel. Die ersten Nachrichten von der Eroberung erreichten die Gemeinde am 7. April 1808, als die Gerichte um öffentliche Fürbitten baten. 1809 bildete sich ein Bataillon von flintenbewehrten Hinojoseños, die in den Schlachten von Bailén, Medellín und Valsequillo tapfer kämpften und zahlreiche Opfer brachten. Im Kampf gegen die Franzosen standen im Gebiet von Los Pedroches so genannte „Escopeteros“ (Guerrilleros nacionales), die bekannt waren als „los Mayas“.
1833 wurde die Gemeinde Hinojosa del Duque administrativ der Provinz Córdoba zugeschlagen, allerdings funktionierten die Verbindungen mit Extremadura noch bis 1836.
Die Spanische Choleraepidemien (ciclos epidémicos del cólera, 1834 und 1855) forderten auch Opfer in der Stadt, obwohl die Auswirkungen weniger katastrophal als in anderen Städten waren. Die Karlisten von Caudillo Gómez betraten in dieser Zeit nicht die Stadt, wahrscheinlich, weil der Stadtrat günstige Methoden des Selbstschutzes geschaffen hatte.
Am Anfang des 19. Jahrhunderts entstanden große Veränderungen. Die Liquidation des feudalen Regimes und die Landverteilung ereigneten sich unter der Regierung von María Cristina. Währenddessen wurde Hinojosa del Duque eingegliedert in die Provincia de Córdoba, mit der sie vorher keine Beziehung unterhalten hatte. Der Ausbau des Kommunikationsnetzes und die Verbesserung der Transportwege sorgten dafür, dass Hinojosa del Duque im 20. Jahrhundert seine Position und Bedeutung im Norden der Provinz ausbauen konnte.
Zwischen 1890 und 1902 wurden die fünf Stadttore abgerissen. San Sebastián, la Caridad, Belalcázar, San Gregorio und Torrecilla, sie waren alle im Estilo plateresco erbaut. Drei dieser Tore hatten bereits 1581 existiert.
König Alfonso XIII gewährte der Stadt zum 5. August 1927 den Titel Ciudad, für „die zunehmende Entwicklung von Landwirtschaft, Industrie und Handel und ihre beständige Anhängerschaft der Monarchie“.

## Politik

### Stadtrat (Corporación municipal)
Nach den Regional- und Kommunalwahlen in Spanien 2015 setzt sich der Stadtrat folgendermaßen zusammen:
- Partido Popular (PP): 6 Sitze
- Partido Socialista Obrero Español (PSOE): 6 Sitze
- Izquierda Unida (IU): 1 Sitz

### Wappen

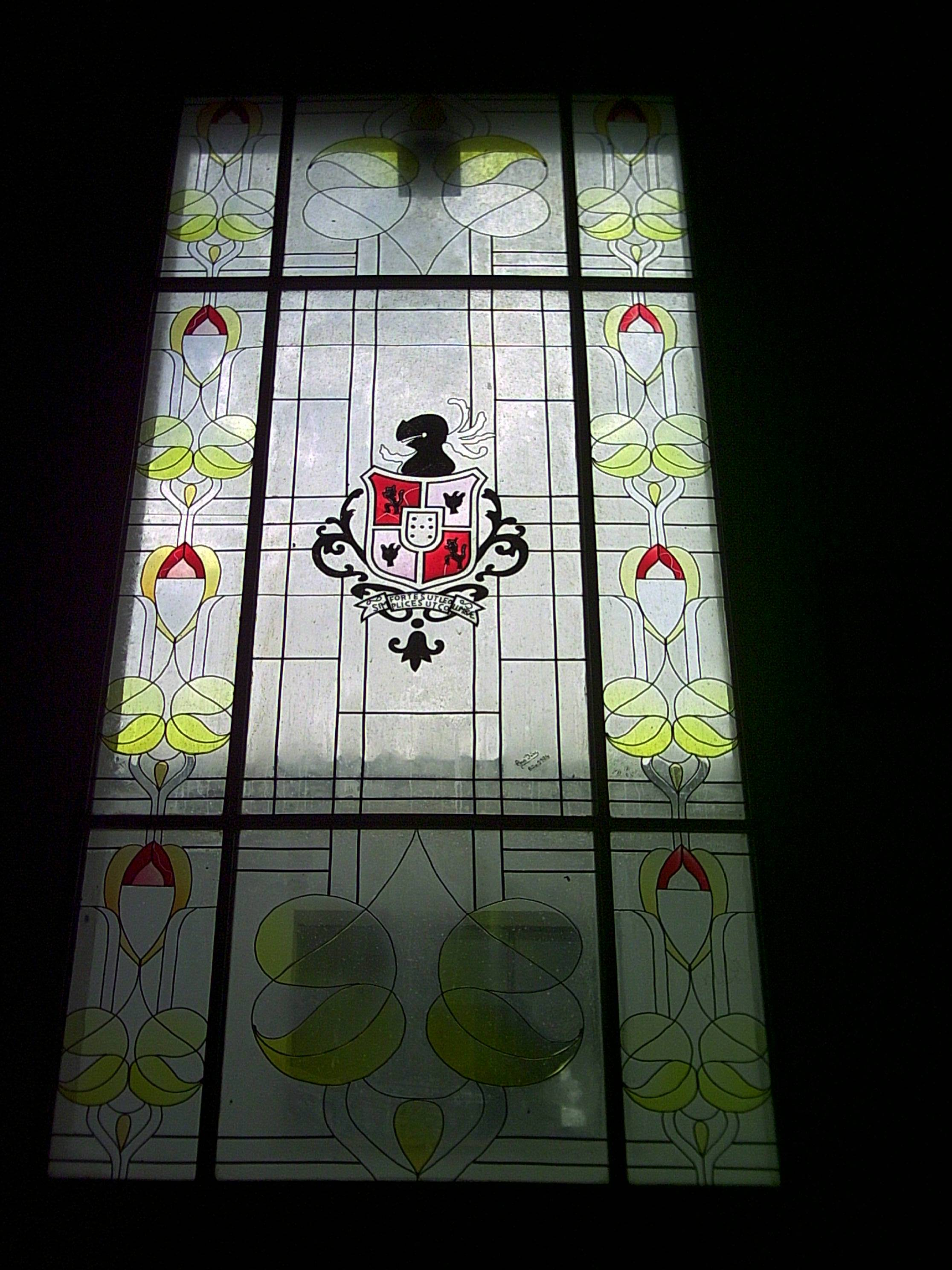
Glasfenster mit dem Wappen von Hinojosa del Duque im Centro Social de Convivencia

Das Wappen wurde erst vor kurzem offiziell anerkannt. Es ist durch ein schmales goldenes Kreuz geviertelt. Golden ist auch die Einfassung der Bilder. Das erste und das vierte Viertel zeigen einen aufsteigenden Löwen in Gold auf rotem Grund. Das zweite und dritte Viertel zeigen eine silberne Taube auf blauem Grund, in Frontansicht mit ausgebreiteten Schwingen. Im Schildbuckel sieht man sieben Siegel auf weißem Grund in drei Reihen angeordnet: 3, 1, 1. Ranken aus Gold fassen den Schild ein und oberhalb des Schildes steht ein Helm mit Federschmuck. Auf silbernen Schriftbändern unter dem Schild steht der Wahlspruch „FORTES UT LEO SIMPLICES UT COLUMBAE“ (dt. Stark wie ein Löwe und einfach wie eine Taube). Das Wappen hat keinen besonderen Bezug zur Geschichte.

### Städtepartnerschaften
Hinojosa del Duque unterhält mit Unterstützung der Europäischen Union verschiedene Partnerschaften:
- Sardañola del Vallés, Spanien
- İslahiye, Türkei[13]

## Wirtschaft
Hinojosa del Duque war unter der Herrschaft von Karl III. eines der bedeutendsten Zentren der Woll-Produktion in der Extremadura mit einer großen Schafpopulation. Die Stadt war durch die Jahrhunderte berühmt für ihre Reichtümer an landwirtschaftlichen Produkten und den Viehreichtum. Die Viehmärkte wie zum Beispiel die Feria des San Isidro, die durch ein königliches Privileg von 1777 gestattet wurde, wie auch die Feria des San Agustín, waren im 19. und in Teilen des 20. Jahrhunderts wegweisend auf nationaler Ebene.
Daneben spielt die Jagd, sowohl auf Niederwild wie Hasen, Kaninchen, Rebhühner, Tauben, Wachteln und Drosseln eine Rolle und auch Getreide- und Olivenanbau sind gut ausgebaut. Der Olivenanbau wird von der Genossenschaft S.C.A. Olivarera „Nuestra Señora del Carmen“ gesteuert.
Es gibt auch eine alte Stein-Industrie, die heute nicht mehr nur handwerklich arbeitet. Heute werden moderne Techniken zur Bearbeitung von Granit und Marmor eingesetzt und keramische Produktion ist ein Erbe aus der Zeit der Araber. Sehr bedeutend war auch die Schmiedekunst, die teilweise bis heute begehrte Erzeugnisse hervorgebracht hat.
Bemerkenswert ist die Süßigkeiten-Herstellung. Es gibt charakteristische Perrunas hinojoseñas, Süßigkeiten, die aus Schweineschmalz, Eiern, Zucker und Mehl hergestellt werden.
Daneben sind die örtlichen Schinken berühmt und es gibt eine spezielle Olivensorte mit der Ursprungsbezeichnung Hojiblanca.
Darüber hinaus gibt es noch Obstbaubetriebe, metallverarbeitende Gewerbe und andere Gewerbezweige.

## Regelmäßige Veranstaltungen
Die beiden wichtigsten Feste der Stadt sind die
- Romería y la Fiesta de Nuestra Señora de la Antigua (Wallfahrt und Fest unserer Jungfrau von la Antigua), das Fest der Stadtpatronin, das am zweiten Sonntag nach dem Osterfest in der Einsiedelei gefeiert wird, die mehr als 12 km von der Stadt entfernt liegt; sowie die
- Feria y Fiestas de San Agustín, die in den vergangenen Jahren als eine der wichtigsten in Spanien angesehen wurde. Sie findet vom 24. bis 29. August statt (28. August bis 2. September).

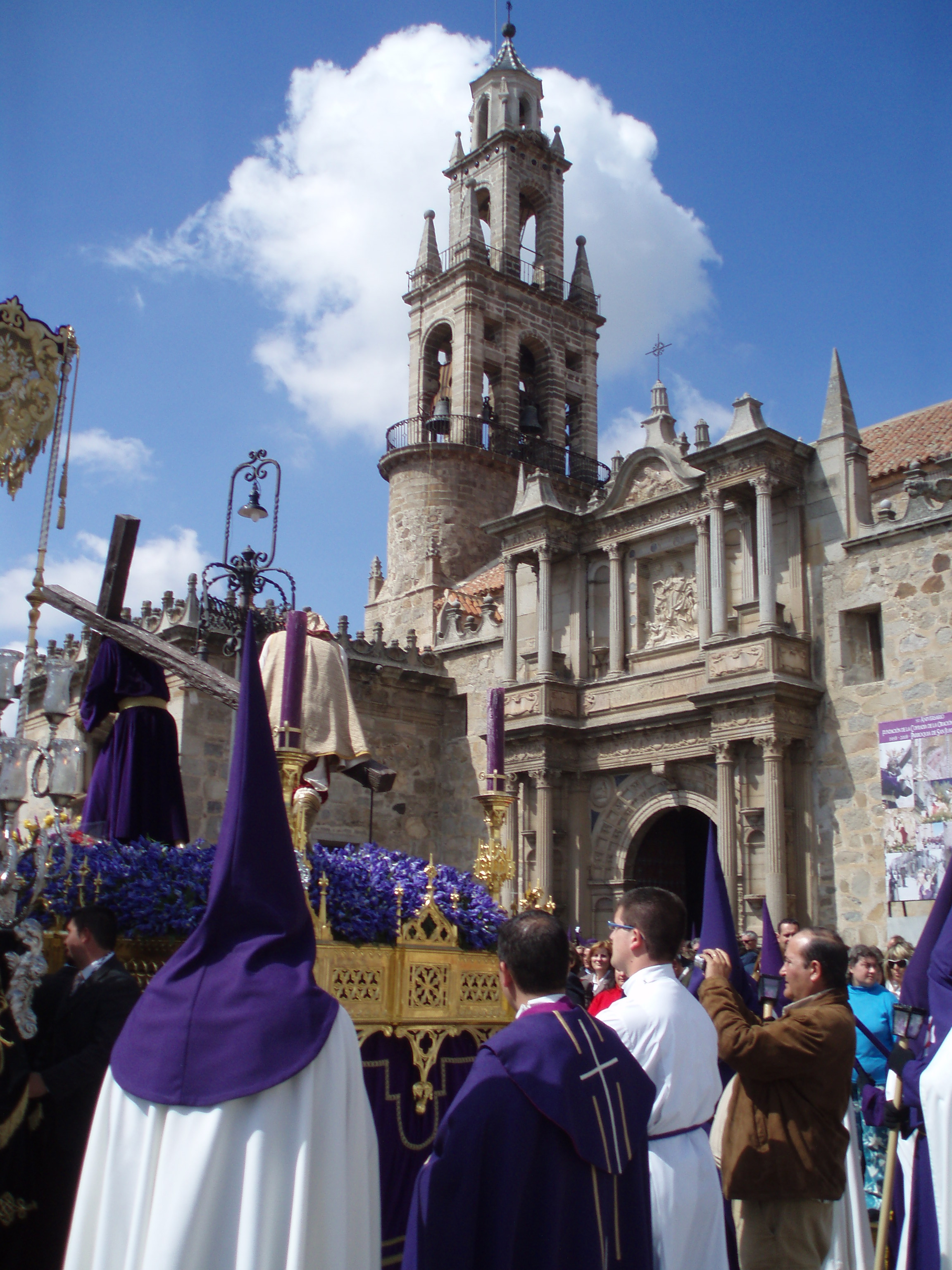
Karfreitagsprozession (Cruz a Cuestas & Virgen de los Dolores).
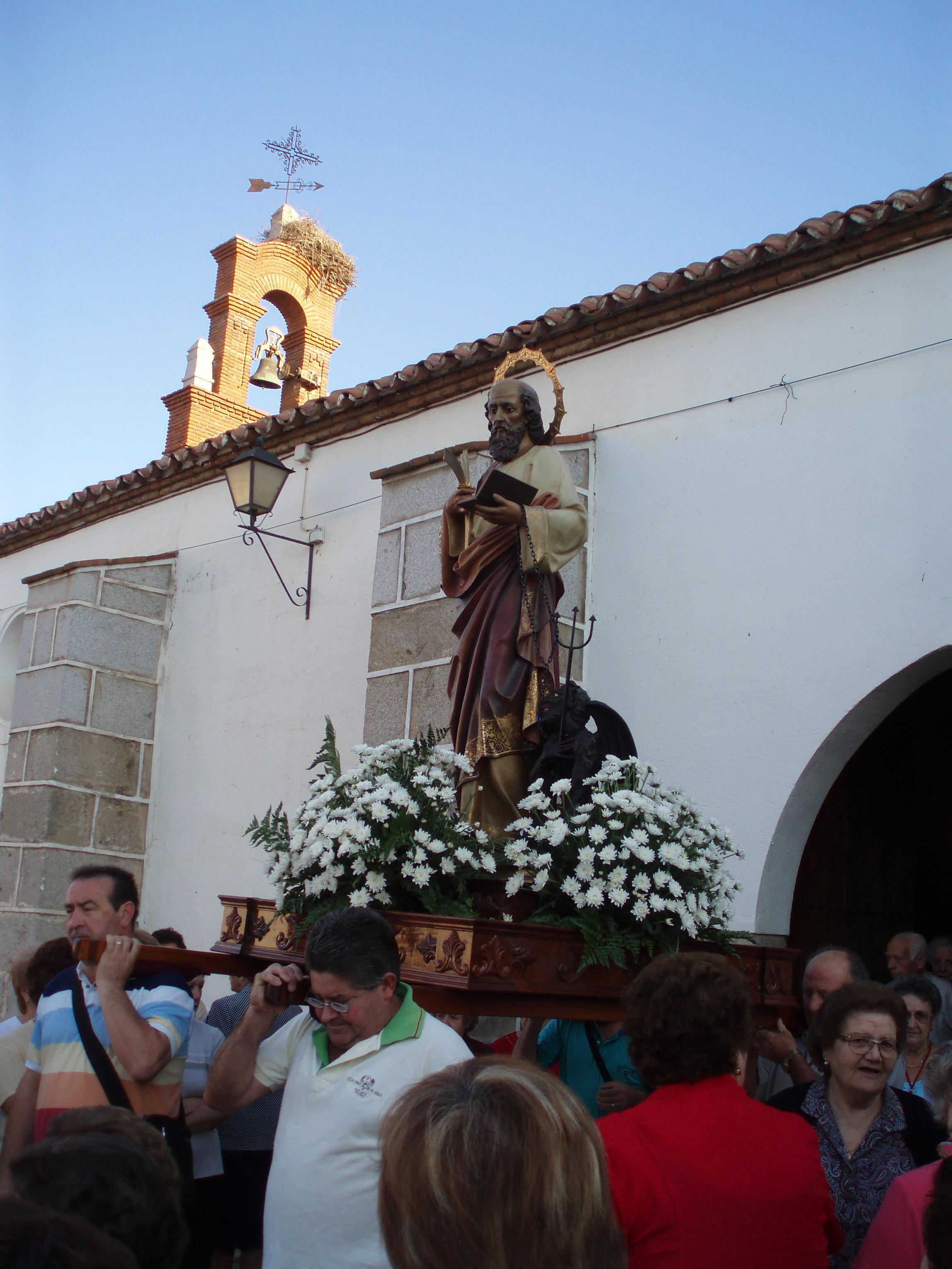
Prozession des San Bartolomé (24. August).
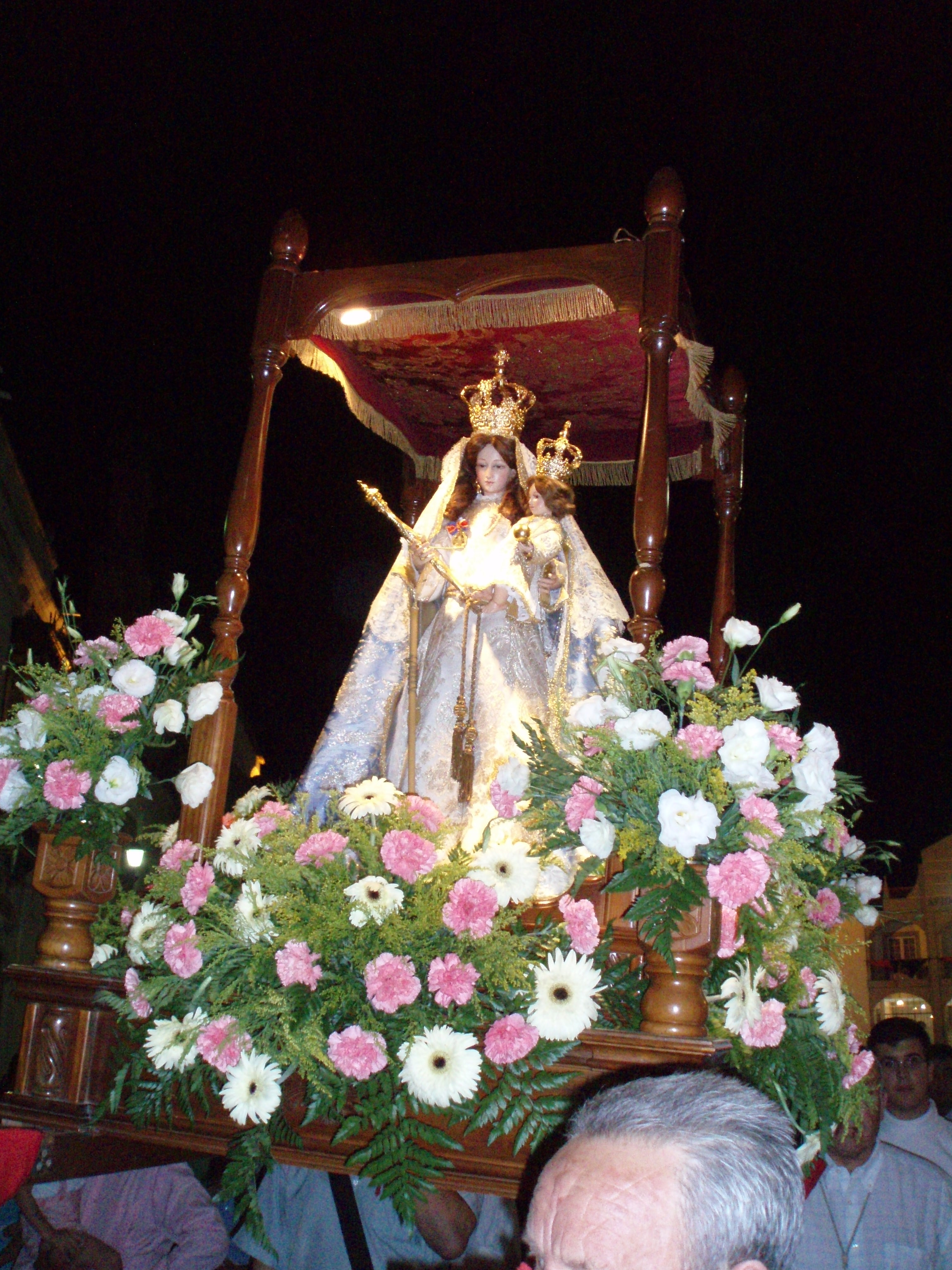
Bildnis der „Ntra Sra de la Antigua“.
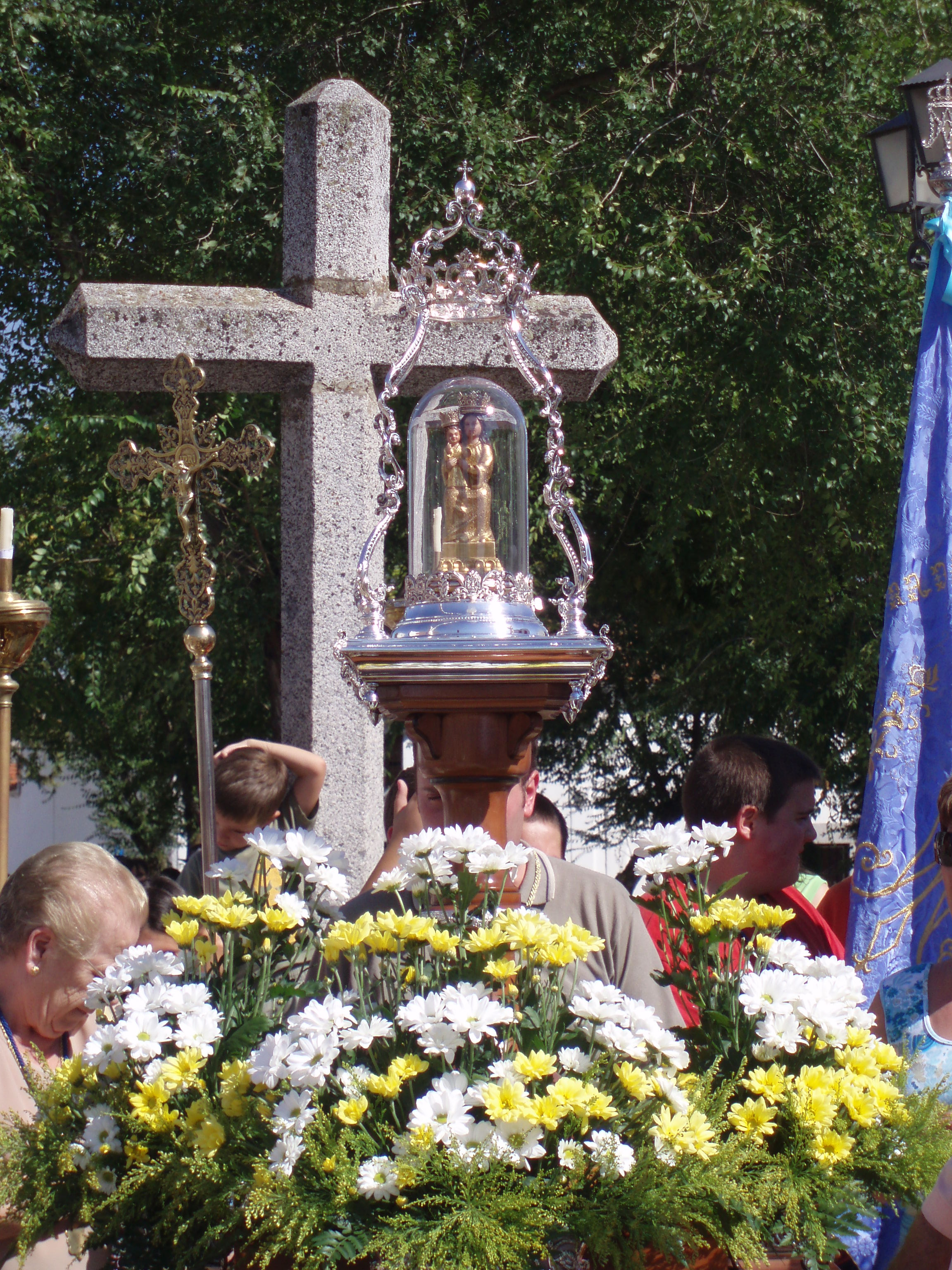
Bildnis der „Ntra Sra de Guía“ (14. August).

Darüber hinaus veranstalten die Bruderschaften des Ortes die folgenden Wallfahrten und Feierlichkeiten:
- Fiesta de Nuestro Padre Jesús Nazareno, (14. Januar).
- Verbena de San Sebastián, (20. Januar).
- Fiesta de San Blas, (3. Februar).
- Carnaval.
- Semana Santa.[14] In dieser Zeit finden verschiedene Umzüge der lokalen Bruderschaften statt: Cofradía de Ntro. Padre Jesús Orando en el Huerto, con la Cruz a Cuestas y Virgen de los Dolores (Pfarrei San Juan Bautista), Cofradía de Ntro Padre Jesús Nazareno, Cristo de la Caridad y Virgen de la Soledad (Pfarrei San Isidro Labrador „La Caridad“), Cofradía del Cristo de la Humildad y Paciencia, Cristo de la Misericordia y Virgen de los Dolores (Pfarrei San Sebastián), Cofradía del Santo Sepulcro y Ntra Sra en su Amargura (Pfarrei San Juan Bautista). Bemerkenswert ist vor allem auch die Prozession der Cofradía del Santo Sepulcro y Ntra Sra en su Amargura, mit einer großen Figur des „Liegenden Christus“ der 1949 von Félix Granda gestaltet wurde.
- Romería de San Benito Abad, am Sonntag nach Ostern.
- Romería de Nuestra Señora de Guía, am ersten Maisonntag[15] ist verbunden mit einer Wallfahrt, die von mehreren Orten von unter Führung der Cofradía de la Virgen de Guía veranstaltet wird. Neben Hinojosa nehmen auch Villanueva del Duque, Fuente la Lancha, Dos Torres und Alcaracejos daran Teil.
- Cruces de Mayo. Anfang Mai werden die Straßen und Plätze mit Kreuzen aus Blumen und duftenden Girlanden geschmückt.zu diesem Anlass werden als lokale Spezialität Hornazos de Fideos hergestellt.
- Verbena de San Gregorio, (9. Mai).
- San Isidro el labrador, (Vorletzter Sonntag im Mai).
- Romería de San Bartolomé, (Letzter Mai-Sonntag).
- Verbena de Santo Domingo, (Erster Juni-Samstag).
- Festividad de Santa Ana, (26. Juli).
- Festividad de la Virgen del Carmen, (16. Juli). Ein Fest, das auf die Karmeliten zurückgeht, die es im 19. Jahrhundert eingeführt haben.
- Fiesta de la Virgen del Tránsito, (15. August). Veranstaltet von der Hermandad de Nuestro Padre Jesús Nazareno y Virgen del Tránsito.
- Fiesta de la Virgen de Guadalupe, (8. September).
- Festividad y Quinario del Santísimo Cristo de las Injurias, (um den 14. September), Kreuzerhebungsfeier.

## Sehenswürdigkeiten

### Catedral de la Sierra
Die Pfarrkirche Parroquia de San Juan Bautista wird auch als „Catedral de la Sierra“ (Kathedrale des Gebirges) bezeichnet. Sie wurde 1981 zum Monumento Nacional erklärt. Die majestätische Kirche aus dem 16. Jahrhundert zeigt verschiedene Baustile. Im 16. Jahrhundert wurden große Umbaumaßnahmen vorgenommen. Hernán Ruiz, el Viejo war der Baumeister des Plateresken Stiles. Die Arbeit wurde von Hernán Ruiz, el Joven abgeschlossen. Das Mittelschiff ist im Mudéjar-Stil gehalten und weist eine einzigartige Kassettendecke auf. Die Seitenschiffe sind mit gotischen Kreuzgewölben bedeckt und es gibt ein Baptisterium im Plateresk-Sitl gehalten. Der Turm ist in gotischem Stil aufgeführt, er wurde Ende des 16. Jahrhunderts fertiggestellt.

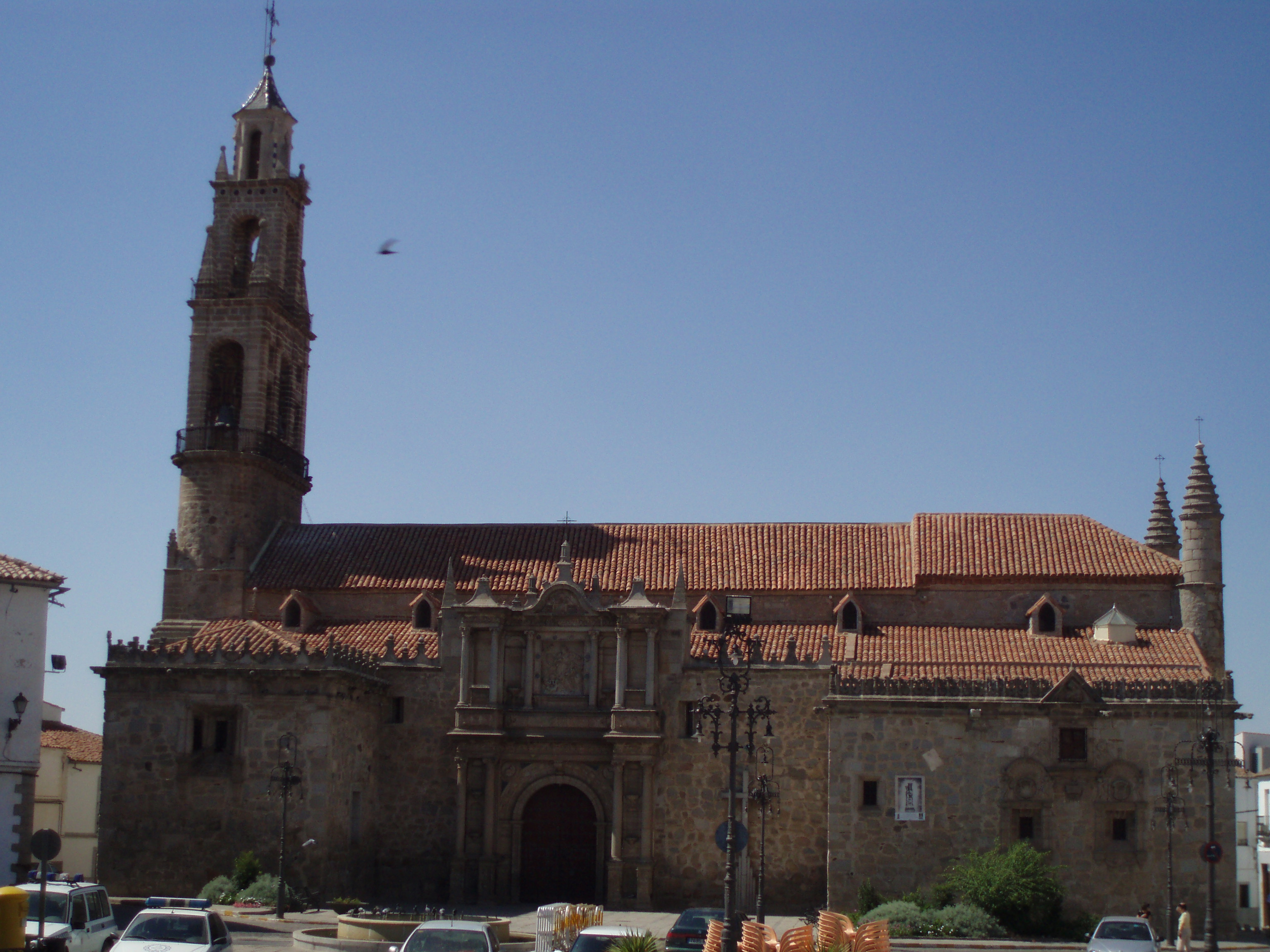
Panorama der „Catedral de la Sierra“ bis zum Rathaus
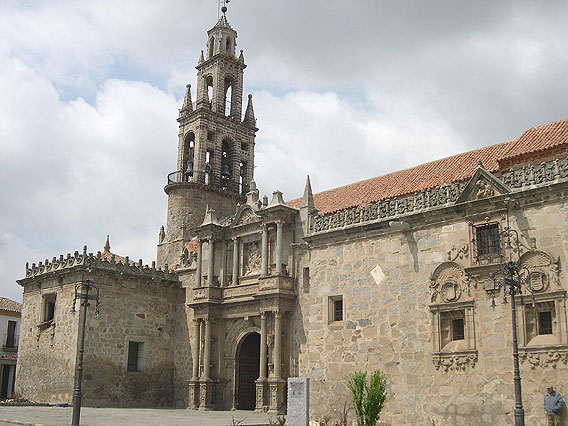
Eingang der „Catedral de la Sierra“ und die „Ermita de la Virgen del Castillo“
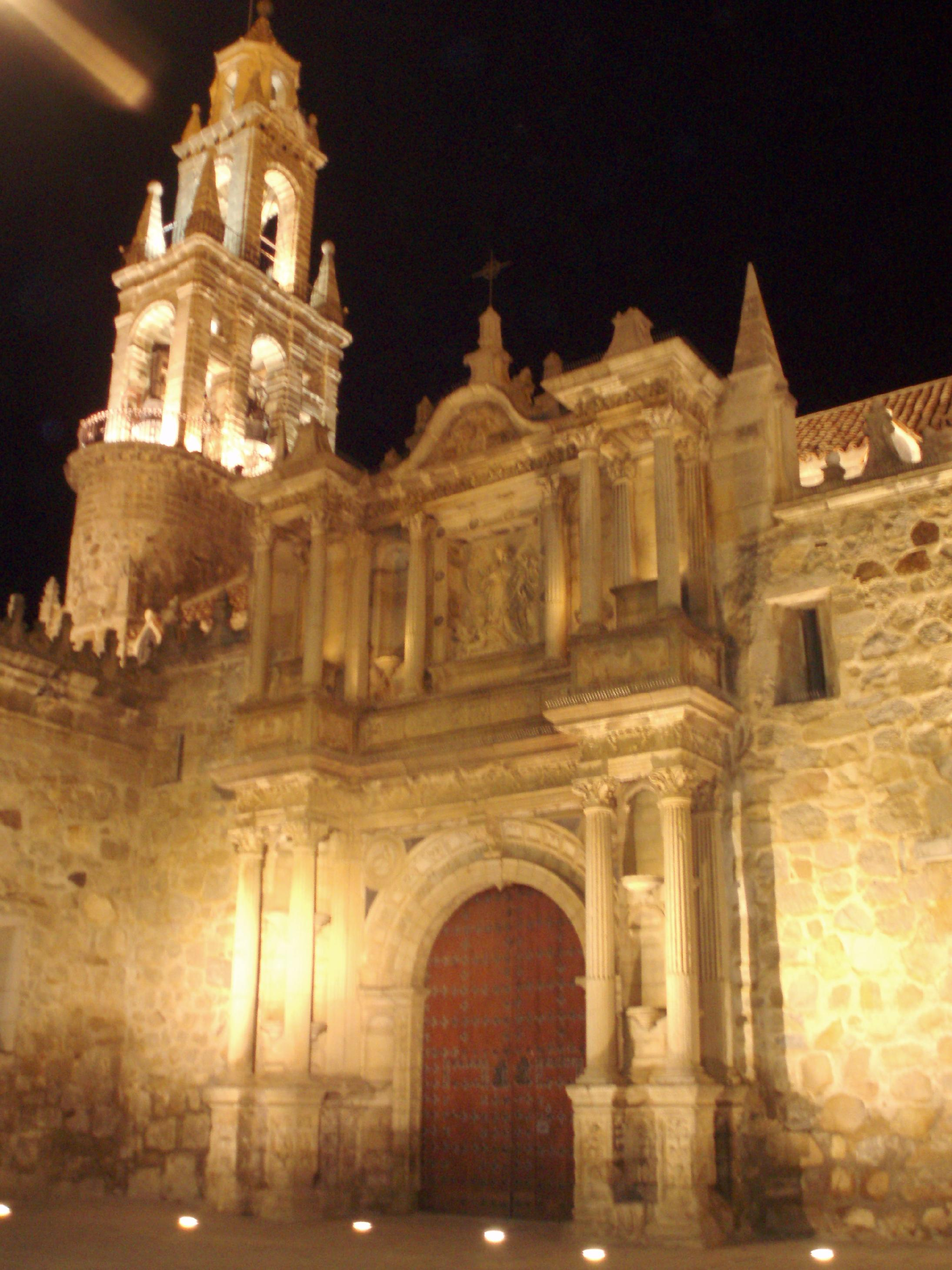
Anblick bei Nacht
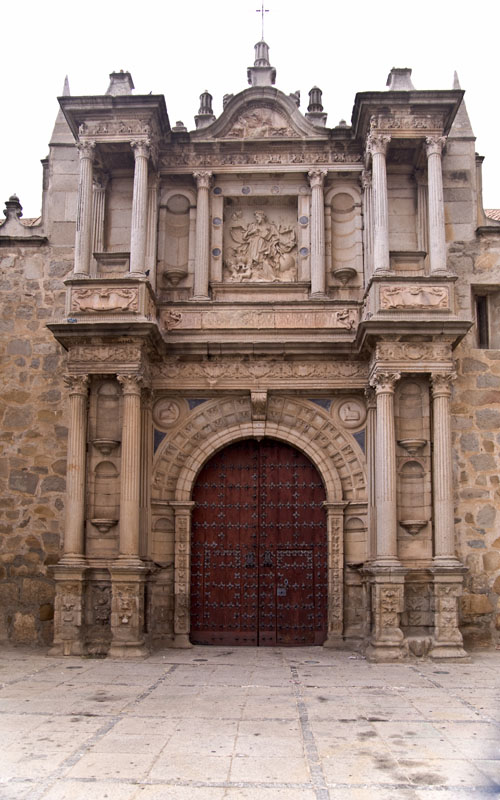
Hauptportal
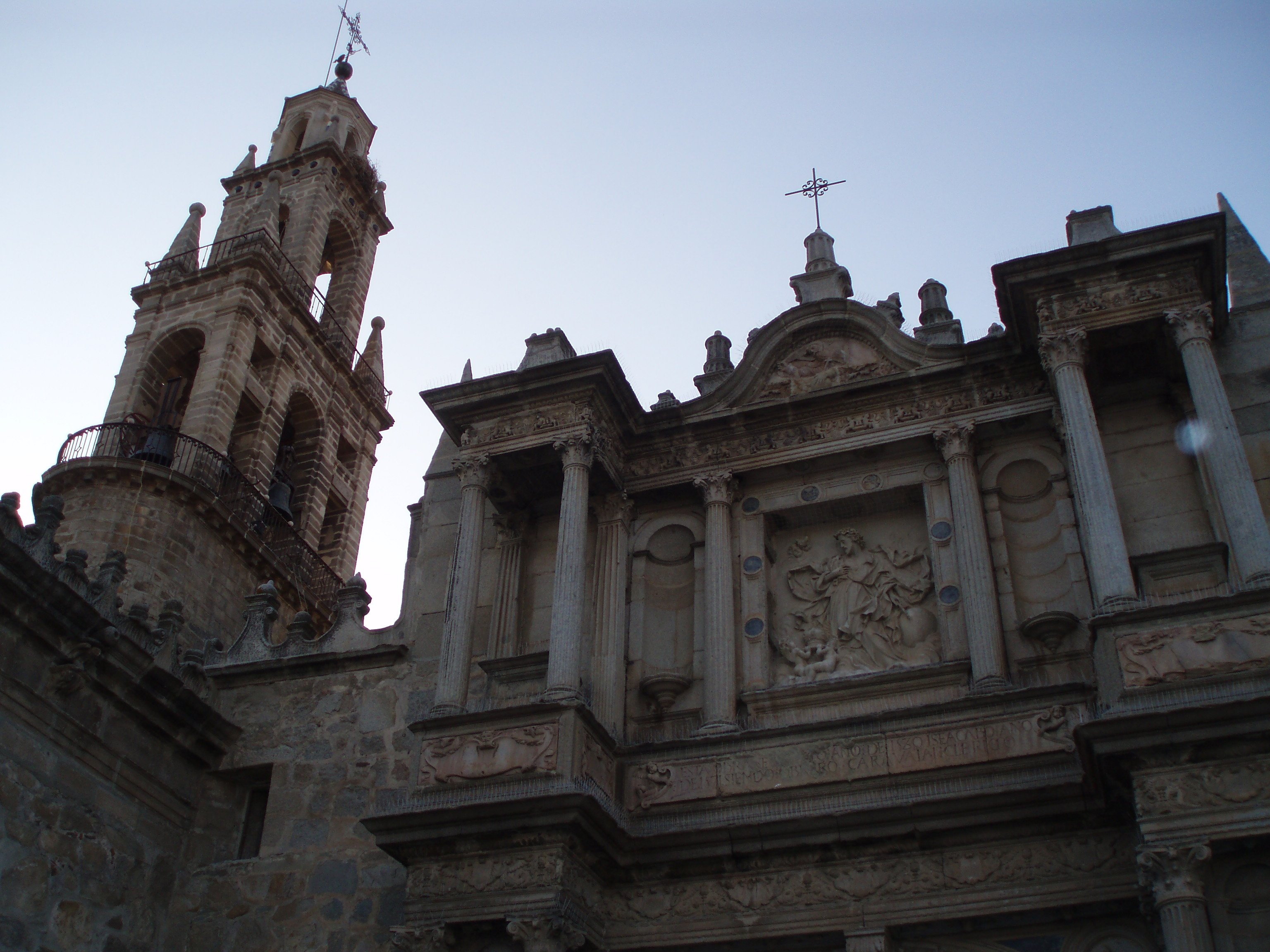
Blick über das Hauptportal zum Turm

### Parroquia de San Isidro Labrador
Die Pfarrkirche wurde von der Diöcese Córdoba 1890 eingerichtet. Bis dahin war die Kirche des Hl. Isidor von Madrid die Kapelle des Hospitals.
Der Bau verfügt über ein Tonnengewölbe mit Lünetten. Die Kuppel über der Vierung ist mit abstrakten Linien und das Portal mit Granitpfosten verziert. Der rechteckige Turm ist ohne Verzierungen ausgeführt.

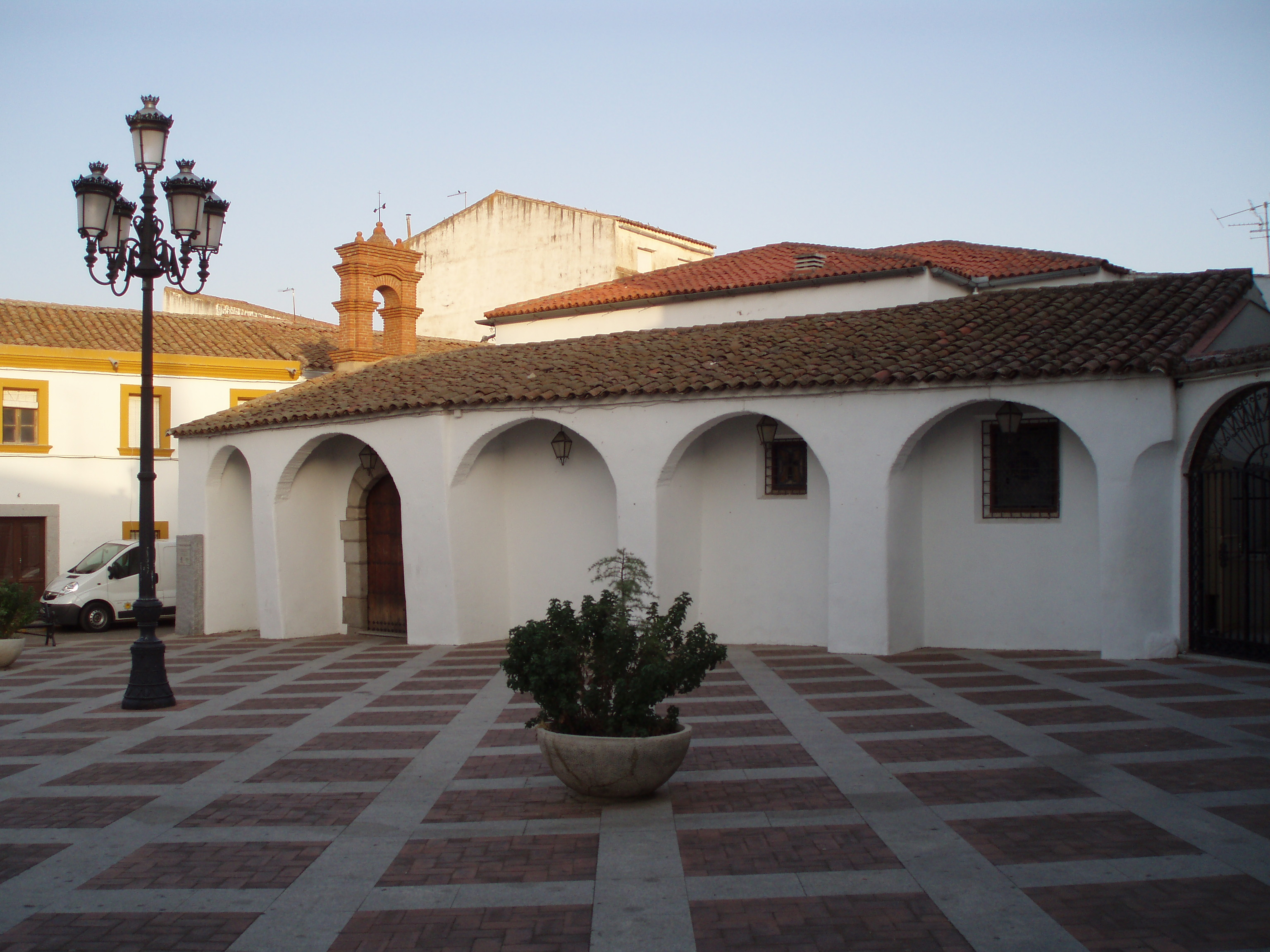
Ermita de Santa Ana (älteste Kirche der Stadt)

### Ermita de Santa Ana
Die Kirche ist der Prototyp der „Iglesia serrana de la Mesta“ in neogotischem Stil. Sie ist die älteste Pfarrkirche der Stadt. Man sagt, dass sie bereits 1212 Alfons VIII. Schutz gewährte, als er einige Tage nach der Schlacht bei Las Navas de Tolosa einen Dankgottesdienst abhielt. Die Einsiedelei liegt mitten im Stadtzentrum. Wahrscheinlich wurde sie mit Hilfe von Spenden der durchziehenden Hirten errichtet.

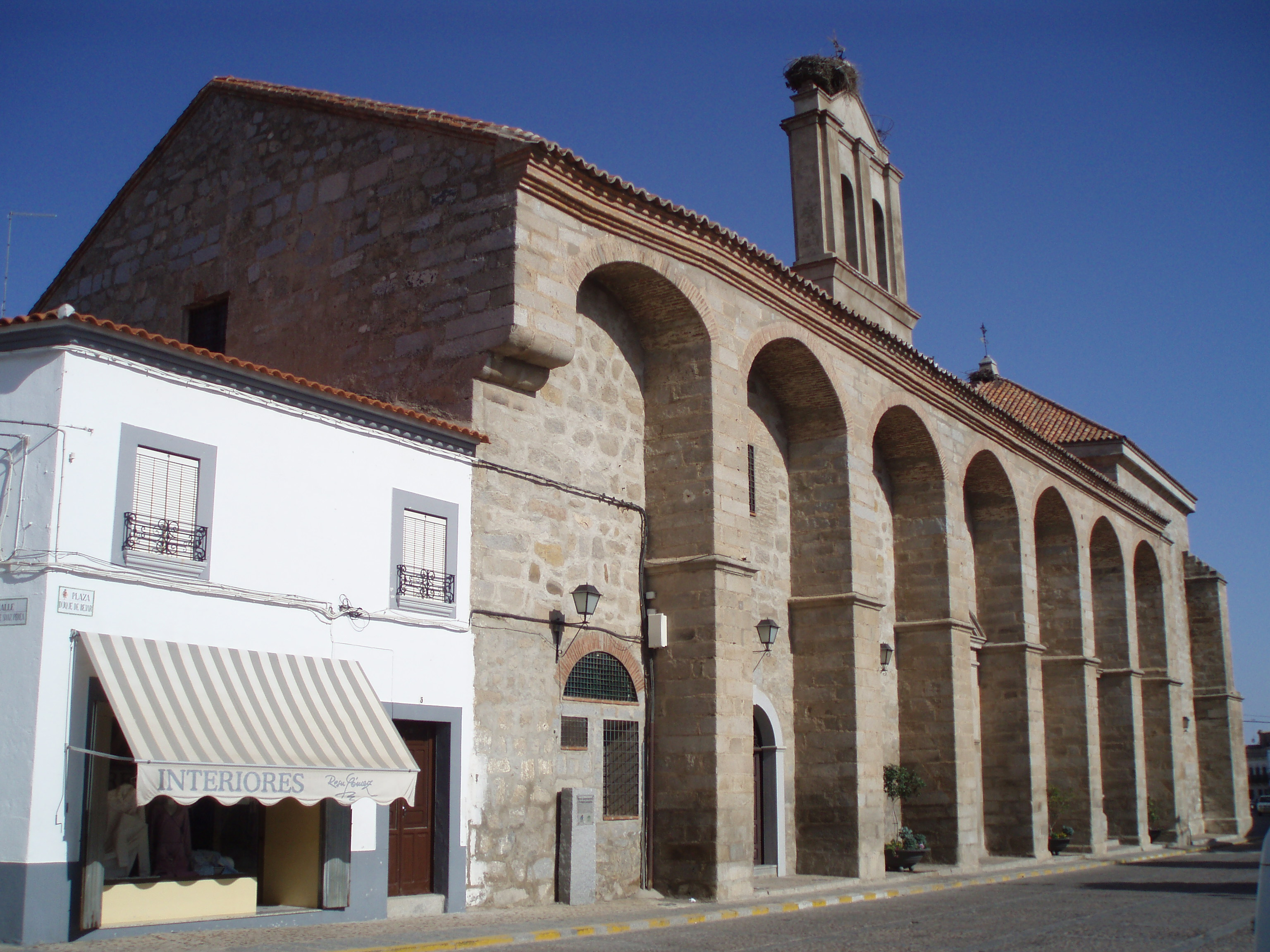
Außenansicht des Convento de las Madres Concepcionistas

### Convento de las Madres Concepcionistas

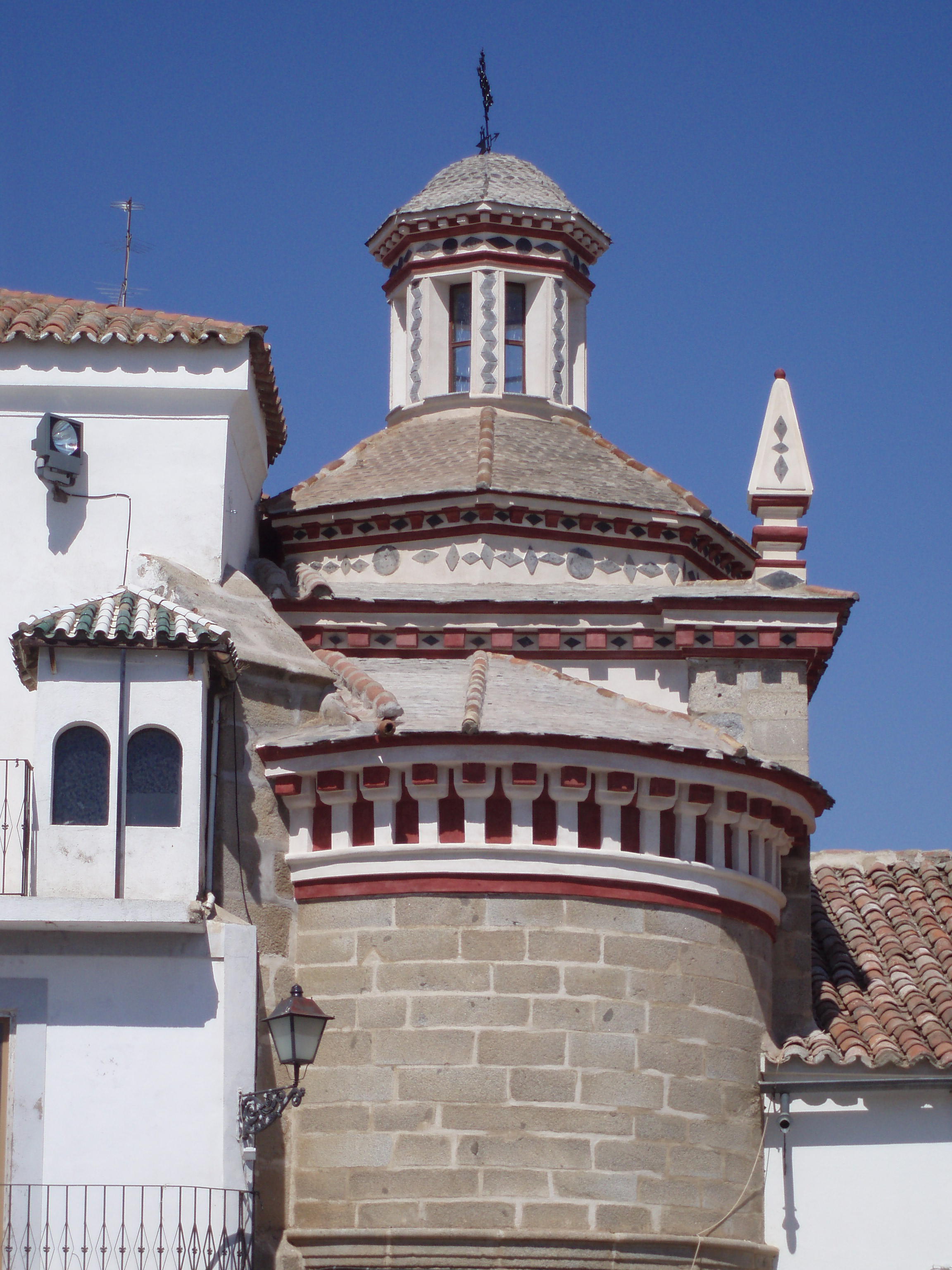
Detailansicht der Apsis der Ermita de la Virgen del Castillo

Das Kloster ist eine der vielen religiösen Stiftungen, die die Grafenfamilie der Sotomayor gegründet haben. In einem Breve vom 15. September 1573 verfügte Gregor XIII., dass „die zwei Nonnenklöster der Stadt Hinojosa des Duque, die zur Grafschaft Belalcázar gehören, wovon eines der Anbetung der Mutter Gottes geweiht ist und das andere der Empfängnis, sich vereinigen und eine Gemeinschaft machen im Kloster, das der edle Herr Don Luis de Sotomayor gegründet hat.“ Die Kirche wurde am 28. April 1693 geweiht.
Die Kirche ist ein anmutiges Gebäude mit spektakulären Strebepfeilern an der Fassade, in der sich zwei Portale öffnen. Das ältere wird von schlanken Säulen flankiert. Im Fries sind die Wappen der Sotomayor und der Zúñiga angebracht. Bemerkenswert ist auch der große Patio mit 27 m Breite und einem Gewölbe auf Granitsäulen.

### Ermita de la Virgen del Castillo
Das Kloster befindet sich am Plaza de la Catedral, dem Hauptplatz der Gemeinde. Ramírez de las Casas Deza schreibt: „Die Bezeichnung dieses Bildes wurde übernommen von der Burg, die an dieser Stelle stand und mittlerweile zerstört ist.“
Auch Pater Juan Ruiz geht in seinem Werk über die Geschichte der Stadt davon aus, dass sich an dem Ort, an dem heute die Kirche steht, eine Burg oder ein Turm befunden hat. Dafür finden sich allerdings keine weiteren Indizien. Die Kirche stammt aus dem 15. Jahrhundert. Sie diente als Privatkirche oder Kapelle eines kleinen Klosters. Das einschiffige Gebäude ist in gotischem Stil erbaut. Die hübsche Heiligenkapelle (camarín) im barocken Stil stammt aus dem 17. Jahrhundert. Das bedeutendste Element der Ermita ist jedoch die schön gestaltete Apsis, was vor allem von außen sichtbar wird.

### Ermita de San Sebastián

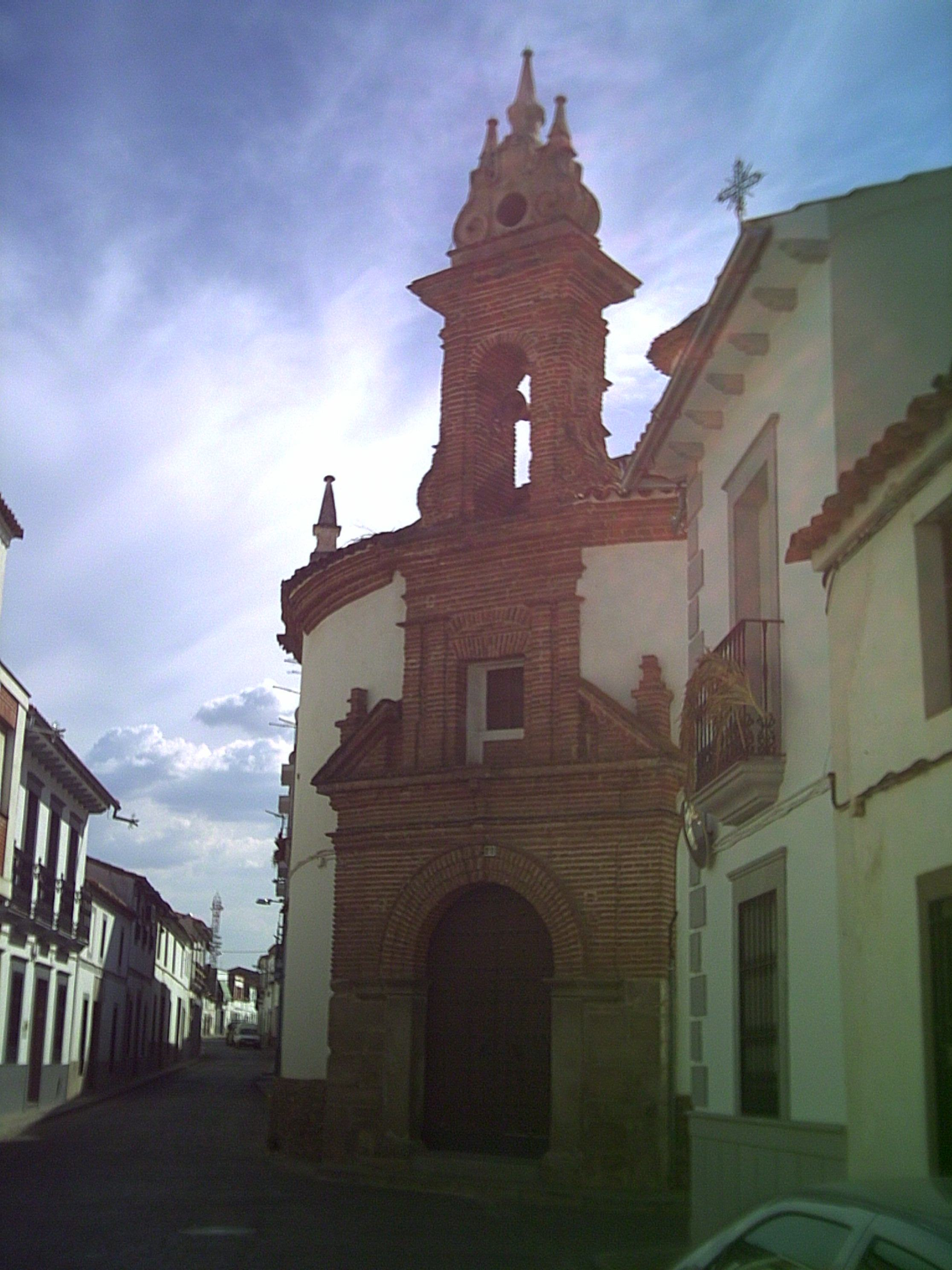
Detailansicht der Ermita de San Isidro Labrador

Die Einsiedelei ist das großartigste Beispiel einer „Iglesia serrana cubierta“ in der Provinz. Sie wurde im Catálogo Artístico y Monumental de la Provincia de Córdoba von Ortíz Juárez & al. beschrieben. Sie ist 23 m lang und 10 m breit. Sieben Bögen überspannen das einschiffige Gebäude. Sie dürfte ähnlich alt sein wie die Ermita de Santa Ana.

### Ermita de San Isidro Labrador
Die Einsiedelei befindet sich in der gleichnamigen Gasse. Juan Ruiz schreibt: „Diese Ermita hat eine schöne Barocke Rotunde; am 12. September 1739 verpflichtete sich eine Gruppe von Bauern der Stadt, durch öffentliche Ausschreibung, aus eigenen Mitteln eine Ermita für San Isidro zu erbauen.“ Die Kapelle hat einen kreisförmigen Grundriss und eine Kuppel mit sechs Lichtöffnungen. Sie wurde am 5. April 1753 geweiht.

### Ermita de San Gregorio
In den Kapitular-Akten von 1581 findet sich der Hinweis, dass für den Patron und Fürsprecher (Abogado) der Bauern dieser Stadt, San Gregorio, eine Kapelle am Ausgang der Stadt, dem Weg nach Córdoba errichtet wurde. Die einfache Einsiedelei wurde erweitert und stand an der Stelle, an welcher sich heute der Altarraum des Klosters „Convento de San Diego“ (Iglesia de los Padres Carmelitas) befindet.
Die heutige Ermita wurde im 17. Jahrhundert am Weg nach Sevilla erbaut und 1735 das erste Mal als Pfarrkirche geführt. Das Schiff ist 12 m lang und 4,4 m breit. Im Vergleich mit den anderen Kirchen der Stadt ist sie die modernste.

### Ermita de San Benito
Die Einsiedelei liegt bei Gutierra, nach dem Übergang über den Arroyo del Cohete, auf der gegenüberliegenden Seite des Cerro del Conjuro (Zaubererhügel), einem Gebiet, in dem überall Reste römischer Besiedlung zu finden sind. Sie wurde im 14. Jahrhundert errichtet und ihr Inneres ist ein gutes Beispiel für die Dynamik, die die Gotik in dieser Region entwickelt. Die Ermita wird von Alfonso XI in seinem „Libro de Monterías“ erwähnt. Am Anfang des 14. Jahrhunderts war sie Zentrum einer Ansiedlung. Sie stand in Verbindung mit dem ehemaligen Dorf, das an der Stelle gestanden hat, die heute als „la Gutierra“ bezeichnet wird. Die einschiffige Kirche ist mit einem Kreuzgewölbe und Bögen aus Ziegelsteinen gedeckt, die mit einem holzgedeckten Giebel überdacht sind.

### Convento de San Diego
In der „Historia de la Provincia“ von Ángeles wird 1589 berichtet, das ein Kloster der Franziskaner errichtet wurde, die sich um die geistlichen Belange der Einwohner von Hinjosa del Duque kümmern sollten. Diese Gemeinschaft bestand über 244 Jahre. Danach, ab 1890 zogen Karmeliten in das Kloster, die im Laufe der Jahre viele Änderungen vornahmen.
Das Kloster ist erst vor kurzem abgebrochen worden. Es war ein großartiger Bau mit breiten Korridoren und großen Klassenräumen und Sälen und diente als Kolleg und Seminar für Jungen aus der Comarca.
Die Kirche ist ein Werk aus dem 16. Jahrhundert. Wiederaufbauarbeiten beendete der Spanische Bürgerkrieg 1936–1939.

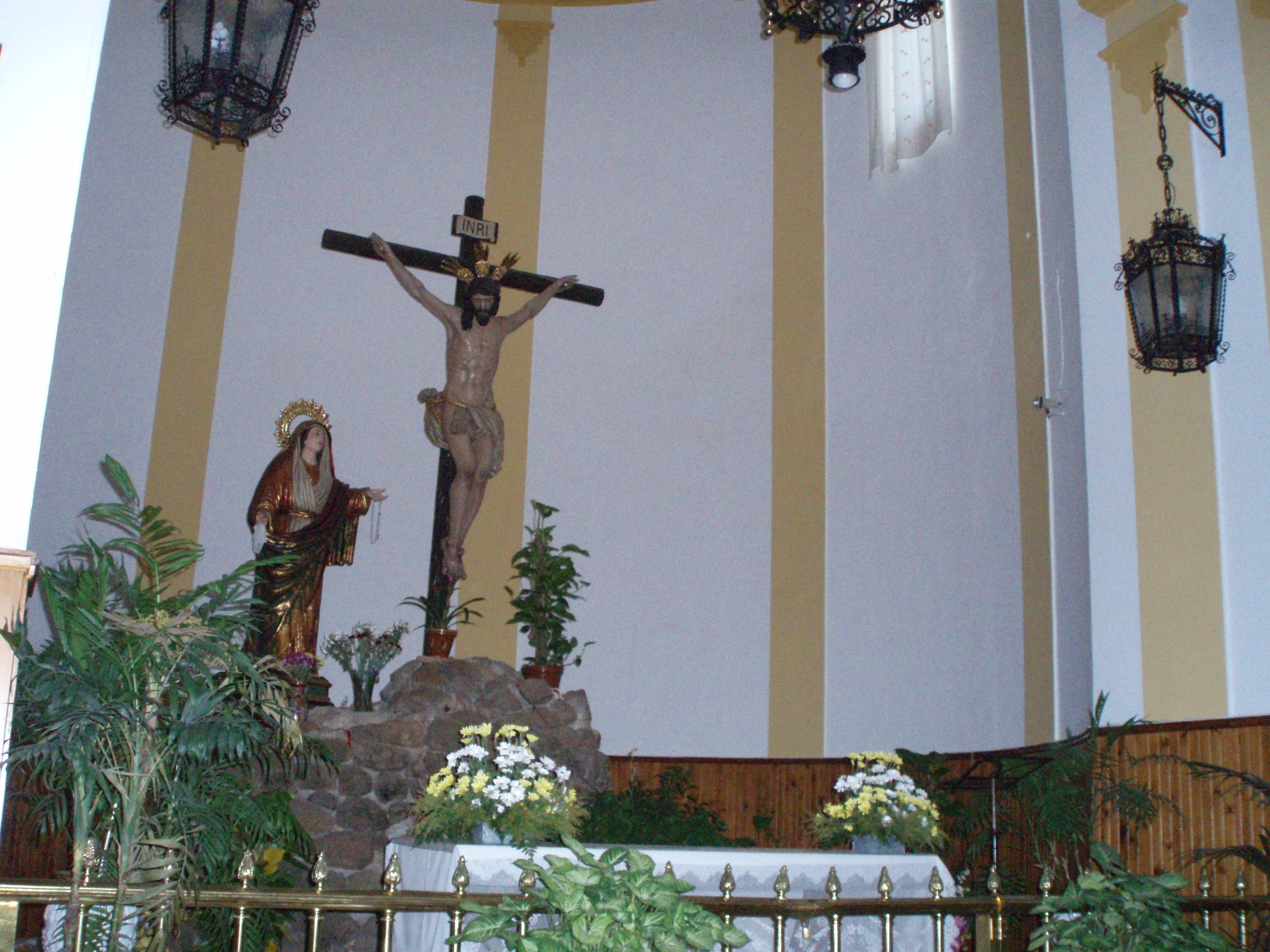
Dild des Cristo de las Injurias (Castillo Lastrucci, 1942) und der Virgen de los Dolores

### Ermita del Santo Cristo de las Injurias
Die Einsiedelei des „Christus der Verletzungen“ wurde eingerichtet in einer Kirche, die bereits jahrhundertelang der Santa Brígida geweiht gewesen war. Der heutige Name geht zurück auf das Ende des 18. Jahrhunderts. Die Kirche liegt auf einer Anhöhe, die die ganze Stadt überblickt. Das Gnadenbild des „Cristo de las Injurias“ genießt große Verehrung.
Die Kirche ist im Neoklassizistischen Stil gehalten. Das Schiff mit fünf Unterteilungen wird von einem Tonnengewölbe überdeckt. In den 1940er Jahren wurden Renovierungsarbeiten vorgenommen, wodurch die Schlichtheit der Kirche betont wurde.

### Ermita de San Bartolomé
Die Einsiedelei liegt in „los Almadenes“ sie ist umgeben von den Überresten alter Minen. Das unterstreicht die einfache Ausführung und das hohe Alter der Kirche. Die einschiffige Kirche wird von vier Bögen überdeckt. Sie verfügt über ein Holzdach mit Auslegern. An die alte Fassade wurde ein Portikus angefügt.
Anfang des 21. Jahrhunderts wurde die Kirche von der „Escuela-Taller Las Ermitas de Hinojosa“ restauriert.
2008 wurde die Kirche als Drehort für einige Szenen des Films „El Libro de las Aguas“ genutzt (nach dem gleichnamigen Roman von Alejandro López Andrada, produziert von Antonio Giménez-Rico).

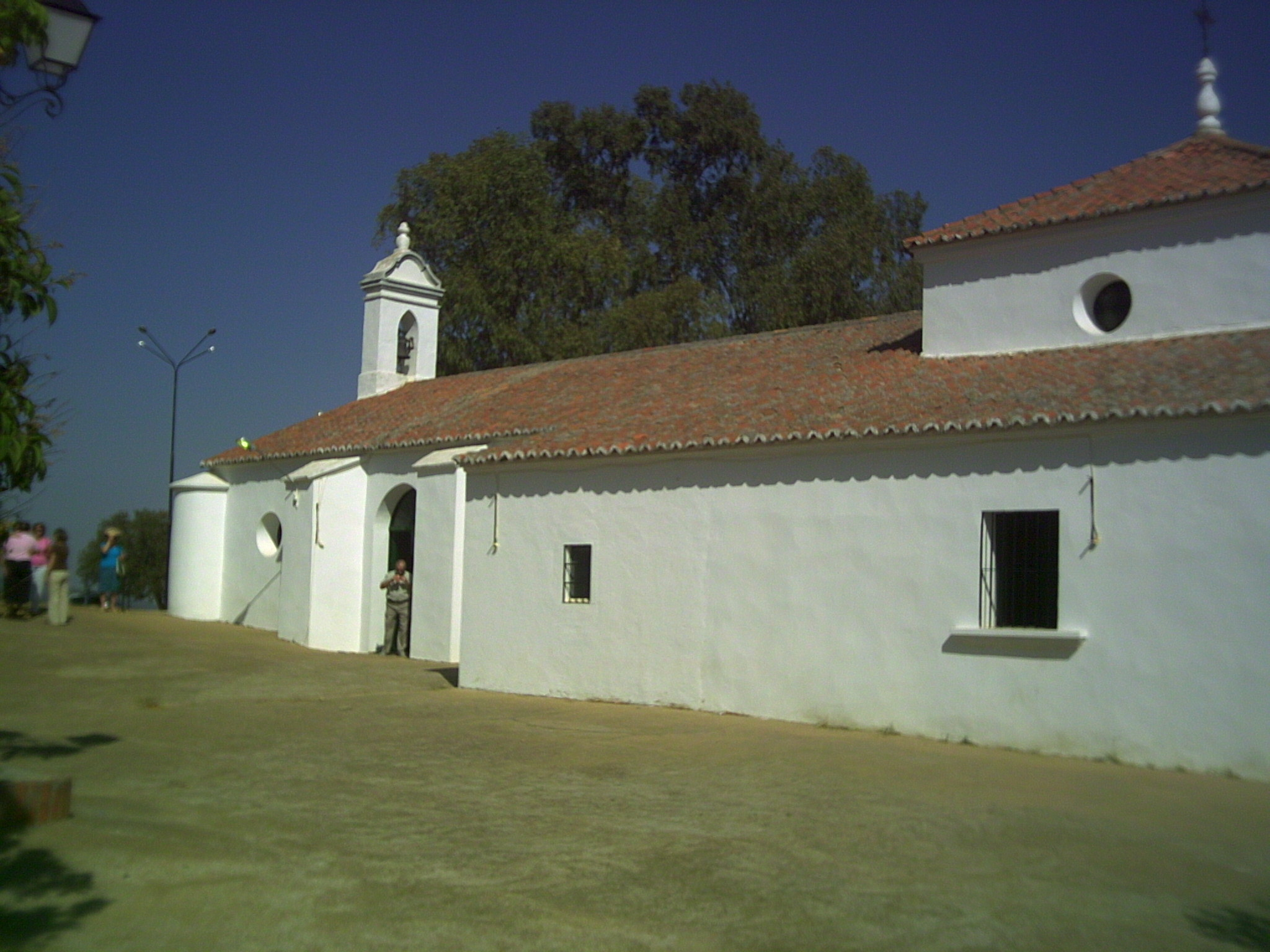
Seitenansicht der Ermita de Ntra Sra de la Antigua

### Ermita-Santuario de la Virgen de La Antigua. Patrona de Hinojosa del Duque
Die Einsiedelei ist eines der am meisten verehrten Heiligtümer und eine der schönsten Stellen im Valle de los Pedroches.
Die ursprünglichen Gebäude stammen aus dem 13. und 14. Jahrhundert. Nach dem Spanischen Bürgerkrieg wurden sie wieder aufgebaut.
Die einschiffige Kirche wird von vier Bögen überdeckt, wie es typisch für diese Art von Kirchen ist. Die Decke ist ein barockes Gewölbe. Anstelle von Fenstern verfügt die Kirche über runde „óculos“ (Augen), die das Licht einlassen. Äußere Strebepfeiler entsprechen den Bögen im Inneren.

### Ermita de Santo Domingo
Als Monument von außerordentlichem historischen Wert dominiert die Silhouette dieser Einsiedelei die Ebenen um Hinojosa del Duque. Sie liegt in der Dehesa de los Palomares. Über Jahrhunderte war sie Versammlungsort der jeweiligen Räte der Gemeinden in Los Pedroches (Cabildos de los Pueblos del Valle de Los Pedroches), die dort über die Verteilung von Weiden, Grenzen und andere öffentliche Angelegenheiten berieten. Die Bauten stammen vom Anfang des 14. Jahrhunderts.
Die Bauweise ist funktional mit Spitzbögen. Die Decke ist eine einfache Kassettendecke. Die Pforte auf der Evangelienseite (Norden) ist gotisch und mit einem Flachsturz verziert.

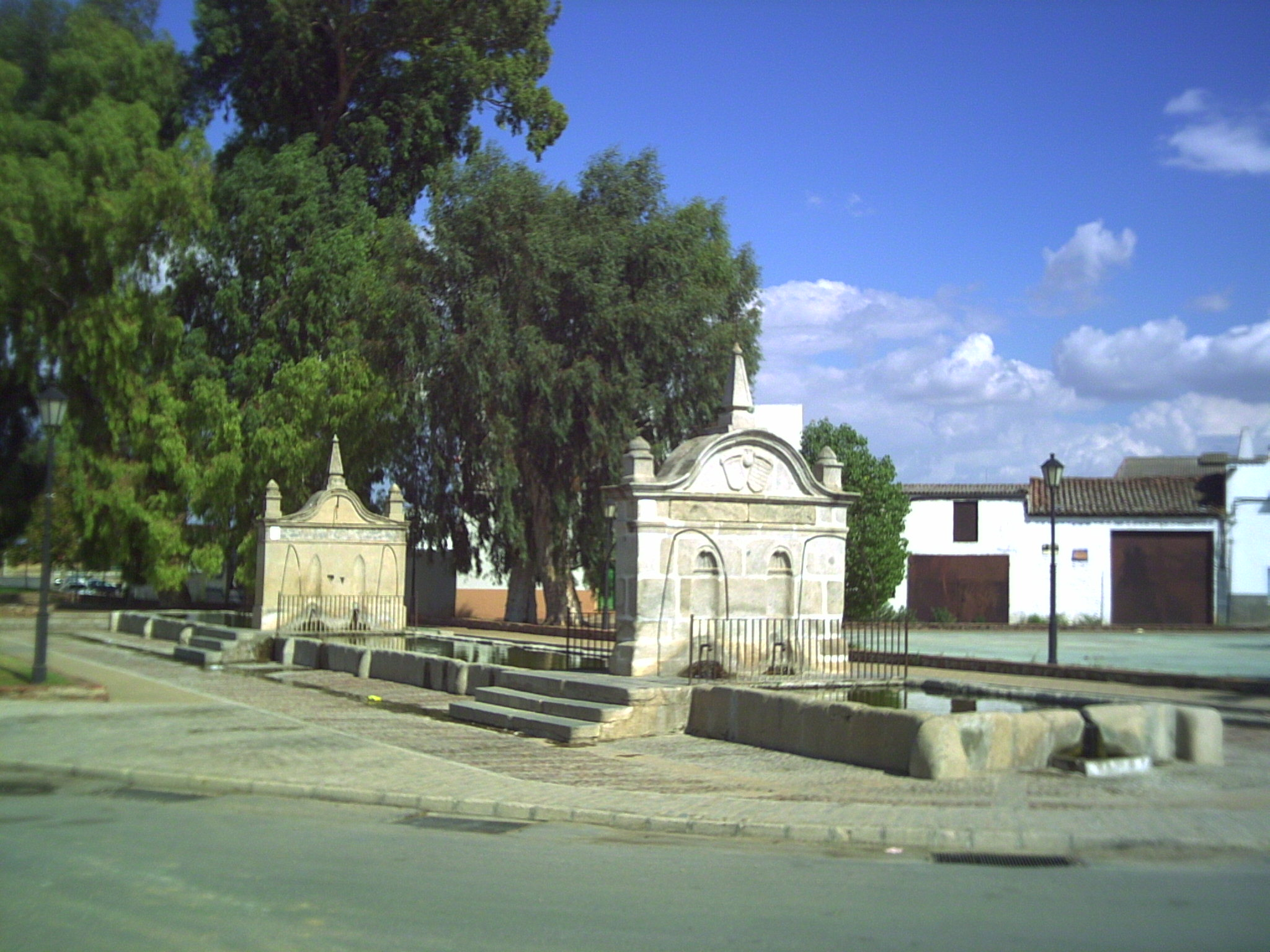
Brunnen „El Pilar de los Llanos“ in la Real Cañada de la Mesta

### Fuente del Pilar de los Llanos
Das Denkmal im plateresken Stil wurde im 16. Jahrhundert errichtet. Der Brunnen liegt am Ortsrand, an einem der ehemaligen Rastplätze der Cañada Real Soriana. Jahrhundertelang diente er als Wasserstelle für die durchziehenden Herden und als Veranstaltungsort für die Ferias de San Agustín.
Als 1579 das Wasser versiegte, vereinbarte die Gemeinde, die Noria eines nahegelegenen Obstgartens zu nutzen um Wasser zum „Pilar“ bringen.

## Sport
Die Stadt verfügt über zwei Sportzentren mit Fußballplätzen, Hallenbad, Tennisplätzen und Gymnastikräumen (Campo Municipal de Deportes Ntra Sra del Carmen und Polideportivo Municipal Ciudad de Hinojosa del Duque) und hat drei Sportvereine:
- Club Deportivo Hinojosa del Duque (Fußball)
- Club de Baloncesto Hinojosa del Duque (Fußball)
- Club de Petanca Hinojosa del Duque (Pétanque)

## Persönlichkeiten
Literatur
Padre Juan Ruiz Ramos, Padre Hilarión, Luis Murillo, Verónica Moreno
Philosophie
- Pedro Cerezo Galán, Professor der Universidad de Granada.
- Juan Manuel Navarro Cordón, Professor der Universidad Complutense de Madrid.

Künste
Mónica González Moreno, Francisco Tamaral, Marcial Gómez
Wissenschaft, Technik, Medizin
Teodora López Romero
Architektur
Antonio Olmo Carmona
Musik
Miguel Cerro Moreno, Sänger der „Vaquera de la Finojosa“.
Sport
Eduardo Ruiz Peñas,
David Fernández Cabello

## Auszeichnungen:Medallas „Ciudad de Hinojosa del Duque“
Zum fünfhundertjährigen Jubiläum der Stadtpatronin Virgen de la Antigua (1957/2007), schuf die Stadtverwaltung eine Goldmedaille „Ciudad de Hinojosa del Duque“, die am 20. August 2007 vom damaligen Bürgermeister (Alcalde-Presidente de la Corporación), Matías González López, während der Feier der „Fiesta del Hinojoseño Ausente“ auf der Plaza de la Catedral verliehen wurde. Seitdem werden jährlich am „Día de Andalucía“ Silbermedaillen verliehen um jeweils sieben Personen oder Gruppen auszuzeichnen, die sich für Entwicklung des Ortes, Wirtschafts- und Kulturförderung einsetzen oder sich durch ihre Leistungen und Werte auszeichnen.

### Preisträger
Medalla de Oro „Ciudad de Hinojosa“
1. Ntra Sra de la Antigua, Patrona de Hinojosa del Duque.

Medallas de Plata „Ciudad de Hinojosa“ (28. Februar 2007)
1. Asociación de Mujeres Hinojoseñas Candela.
2. Asociación de Alcohólicos y Familiares (Alcoyfa).
3. Asociación hinojoseña de Discapacitados (Dafhi).
4. Agrupación de Hermandades y Cofradías de Semana Santa.
5. Hospital Residencia de Ancianos de Jesús Nazareno.
6. José Miguel García Fernández.
7. Tuna Cultural Hinojoseña.

2008 (28. Februar 2008)
1. Pablo Aparicio Lozano, verantwortlicher für Traumatologie und Kinderorthopädie am Hospital Virgen del Rocío de Sevilla.
2. Miguel Alcudia Luque, Sportler.
3. Club de Fútbol Hinojosa (Club Deportivo Hinojosa de Fútbol).
4. Ortsverein des Roten Kreuzes
5. Banda de Cornetas y Tambores de la Cofradía de Ntro Padre Jesús Orando en el Huerto, con la Cruz a Cuestas y Virgen de los Dolores.
6. Schinken- und Wurstfabrik „Hermanos Rodríguez Barbancho“.
7. Miguel Cerro Moreno (cantautor).

2009
1. Asociación de Empresarios Hinojoseños (HINOADE) (Gewerbeverein).
2. Carlos Javier Díaz Iglesias, Chirurg am Hospital Universitario Reina Sofía de Córdoba.
3. Miguel Ángel Leal (Fotograf).
4. Luis Murillo (Drehbuchautor).
5. Radio Hinojosa Cadena Ser (Onda Cero Radio Hinojosa).
6. „Juneba S.L.“ Heizungs- und Metallverarbeitungsunternehmen.
7. Centro de Día de Mayores.

2010
1. Colegio Maestro Jurado (CEIP).
2. Colegio Inmaculada (CEIP).
3. Guadalupe Ruiz Herrador.
4. Ruperto Ignacio Ropero Sánchez.
5. Instituto Educación Secundaria (IES) Padre Juan Ruiz.
6. Instituto Educación Secundaria (IES) Jerez y Caballero.
7. Francisco Díaz Tamaral.

2011
1. Coro Romero San Isidro.
2. I.F.A.P.A. Hinojosa del Duque.
3. Carmen Victoria Díaz Gil.
4. Luisa Jurado Monje.
5. Rafael Gil Caballero.
6. Juan Cano Cabanillas.
7. Antigua Cámara Agraria.

2012
1. Luis Romero (Chronist von Hinojosa del Duque).
2. Imprenta Buenestado.
3. Cáritas Interparroquial.

2015 (24. April 2015)
1. Frutas Ayuso y Murillo, S.L.
2. Asociación Amigos del Camino de Santiago-Mozárabe de la Casa de Galicia en Córdoba.
3. Club Deportivo de Cazadores
4. Asociación de Encajeras.
5. Centro de Educación Permanente.
6. Pedro Calvo Díaz.
7. Agrupación Musical Nuestro Padre Jesús Nazareno.

## Hinojosa in der Literatur
Die bukolischen Verse „La Vaquera de la Finojosa“, die von Iñigo López de Mendoza im ersten Drittel des 15. Jahrhunderts verfasst wurden, dienten nach Jahrhunderten dem Dramatiker Francisco Benítez 1998 als Vorlage für ein Volkstheaterstück, das alle vier Jahre in Hinojosa aufgeführt wird. Die Aufführung findet auf dem Plaza de la Catedral statt und wird von mehr als 200 Laiendarstellern dargeboten. Die Handlung dreht sich um die amourösen Abenteuer des Marqués de Santillana. (Ähnliche Veranstaltungen gibt es mit „Fuente Ovejuna“ von Lope de Vega und „El Halcón y la Columna“ in Belalcázar, beide von Benítez).

„
Moça tan fermosa
non vi en la frontera
como la vaquera
de la Finojosa...
Faziendo la via
del Calatraveño
a Santa María,
vencido del sueño,
perdi la carrera
do vi la vaquera
de la Finojosa...“

1854 schrieb Luis de Eguílaz das auf historischen Ereignissen beruhende Werk „La Vaquera de la Finojosa“, welches vom gleichen Gedicht inspiriert worden war.
Der Missionar Francisco Hilarión Sánchez Carracedo (Padre Hilarión), schreibt aus Venezuela über die ferne Heimat in seinen Büchern „Una Mujer Esclava del Hogar. La Hermana“ und „Liras Hermanas. Obras Poéticas Portuguesas y Españolas“.
In einigen weiteren Werken taucht Hinojosa del Duque auf, wie zum Beispiel in zwei Büchern von Rafael Canalejo Cantero (Gewinner der beliebten Fernsehshow „Un millón para el mejor“ 1968): La Comendadora und En Belmez hay niebla esta mañana (Heute Mogen Nebel in Belmez), oder im Buch De la luz y el granito: Himnos a Hinojosa del Duque." und es gibt immer wieder Anklänge bei zeitgenössischen Dichtern wie Leopoldo de Luis, Carlos Clementson, Domingo F. Faílde, Antonio Rodríguez Jiménez, Fernando de Villena, Alejandro López Andrada und Antonio Garrido Moraga.
Einheimische Dichter sind Sabina Tamaral und Juan Cano Cabanillas;.
Auch der Gewinner des Premio Adonais 2001 José Antonio Gómez-Coronado Vinuesa ist ein Abkömmling von Hinojosenos.